# Erik Estrada
Erik Estrada, właśc. Henry Enrique Estrada (ur. 16 marca 1949 w Nowym Jorku) – amerykański aktor telewizyjny i filmowy pochodzenia portorykańskiego.

## Życiorys

### Wczesne lata
Urodził się w portorykańskiej rodzinie rzymskokatolickiej jako syn szwaczki Carmen i Renildo Estrady. Jego brat Johnny został profesjonalnym zawodnikiem gry w baseball.

### Kariera
W wieku 21 lat zadebiutował na kinowym ekranie rolą Nicky’ego Cruza, przywódcy najgroźniejszego gangu Nowego Jorku lat pięćdziesiątych XX wieku, gangu Mau Mau, który nawrócił się na chrześcijaństwo w adaptacji biograficznej powieści Davida Wilkersona Krzyż i sztylet (The Cross and the Switchblade, 1970). Odniósł sukces w ekranizacji powieści sensacyjnej Arthura Haileya Port lotniczy 1975 (Airport 1975, 1974) jako inżynier lotnictwa Boeing 747 u boku Charltona Hestona. Później zagrał postać beletrystycznego pilota „Chili Beana” Ramosa w wojskowym filmie historycznym Bitwa o Midway (Midway, 1976).
Pojawił się także w popularnych serialach: NBC Sierżant Anderson (Police Woman, 1975) z Angie Dickinson, CBS Kojak (1975) z Telly Savalasem i sitcomie ABC Statek miłości (The Love Boat, 1978). Sławę zdobył rolą oficera Francisa Llewellyna 'Poncha' Poncherello w serialu NBC CHiPs (1977–83). Wystąpił w telenoweli meksykańskiej Dwie kobiety, jedna droga (Dos mujeres, un camino, 1993) jako Juan Daniel Villegas 'Johnny', kierowca ciężarówki z Tijuany, serialu Słoneczny patrol (Baywatch, 1997) w roli kapitana Huntingtona oraz jako Eduardo Dominguez, ojciec Antonia (Paulo Benedeti) i teść Kristen Forrester (Tracy Melchior) w pięciu odcinkach opery mydlanej CBS Moda na sukces (The Bold and the Beautiful, 2001). Zagrał postać hiszpańskiego gospodarza teleturnieju w serialu Disney Channel Lizzie McGuire (2002) z Hilary Duff.
W 1995 roku wystąpił w teledysku punkrockowej grupy Bad Religion do piosenki Infected jako Ponch, wideoklipie Pepper zespołu Butthole Surfers oraz Just Lose it Eminema (2004).

## Życie prywatne
Był trzykrotnie żonaty – z Joyce Miller (od 25 listopada 1979 do 1980) i Peggy Rowe (od 19 sierpnia 1985 do 1990), z którą ma dwóch synów – Anthony’ego Erica i Brandona Michaela-Paula. 20 września 1997 roku poślubił Nannette Mirkovich. Mają córkę Francescę Natalię (ur. 5 stycznia 2000 w Burbank).

## Filmografia

### Filmy fabularne
- 1970: Krzyż i sztylet (The Cross and the Switchblade) jako Nicky Cruz
- 1972: Nowi centurionowie (The New Centurions) jako Sergio Duran
- 1974: Port lotniczy 1975 (Airport 1975) jako inżynier lotnictwa Julio
- 1976: Bitwa o Midway (Midway) jako Ensign Ramos „Chili Bean"
- 1993: Strzelając śmiechem (Loaded Weapon 1) jako oficer Francis Poncherello
- 1996: Lot 115 (Panic in the Skies!, TV) jako Ethan Walker
- 2002: Wieczny student (Van Wilder) jako Erik Estrada
- 2013: Chupacabra jako policjant
- 2014: Samoloty 2 (Planes: Fire & Rescue) jako Nick „Loop'n” Lopez (głos)

### Seriale TV
- 1973: Hawaii Five-O jako Rono
- 1975: Sierżant Anderson (Police Woman) jako Benny Bates
- 1975: Kojak jako Luis
- 1976: Barnaby Jones jako Ruben
- 1977-83: CHiPs jako oficer Frank 'Ponch' Poncherello
- 1978: Statek miłości (The Love Boat) jako Jim Warren
- 1988: Alfred Hitchcock przedstawia (The New Alfred Hitchcock Presents) jako Vinnnie Pacelli
- 1993: Dwie kobiety, jedna droga (Dos mujeres, un camino) jako Juan Daniel Villegas 'Johnny'
- 1995: Cybill jako Erik Estrada
- 1997: Słoneczny patrol (Baywatch) jako kapitan Huntington
- 1998: Bobby kontra wapniaki (King of the Hill) jako meksykański sędzia (głos)
- 1999: Family Guy jako Ponch (głos)
- 1999: Strażnik Teksasu (Walker, Texas Ranger) jako Brock
- 1999: Niebieski Pacyfik (Pacific Blue) jako Julio Constanza
- 2000: Nagi patrol (Son of the Beach) jako prezydent Seymour Wences
- 2001: Moda na sukces (The Bold and the Beautiful) jako Eduardo Dominguez
- 2002: Lizzie McGuire jako Alejandro
- 2003: Hoży doktorzy (Scrubs) jako Erik Estrada
- 2004: Opowieści z Kręciołkowa (Higglytown Heroes) jako głos
- 2004: Drake i Josh (Drake & Josh) jako oficer policji
- 2004: Maja i Miguel (Maya & Miguel) jako Señor Felipe
- 2005: Diabli nadali (The King of Queens) jako Erik Estrada
- 2008: Powrót do życia (Life) jako Erik Estrada
- 2009: Na imię mi Earl (My Name Is Earl) jako Erik Estrada
- 2009: Jim wie lepiej (According to Jim) jako diabeł
- 2012: Pora na przygodę! (Adventure Time) jako król Worm (głos)
- 2010: Big Time Rush jako ojciec Carlosa
- 2012: Pora na przygodę! (Adventure Time) jako król Worm (głos)
- 2014: The Neighbors jako Erik Estrada